# Guido Álvaro Peredo Leigue
Guido Álvaro Peredo Leigue, «Inti», (30 de abril de 1937 en Cochabamba, Bolivia-9 de septiembre de 1969 en La Paz, Bolivia) fue un político y guerrillero boliviano que integró la Guerrilla de Ñancahuazú bajo el mando de Ernesto Che Guevara en los años 1966 y 1967, donde este último murió. Peredo fue uno de los pocos sobrevivientes. Murió asesinado por las fuerzas de seguridad en 1969.

## Biografía

### Infancia
Nació en Cochabamba, el 30 de abril de 1937, en su educación el padre le transmite experiencias, este era un destacado director del periódico católico El Imparcial y profesor también.

## Juventud
Cuando era joven integró un grupo de jóvenes que fundaron el Partido Comunista Boliviano en el Beni y muestra interés por los problemas sociales. Desempeñó cargos en la Juventud Comunista y participó activamente en la organización del partido en La Paz, donde alcanzó a ser el primer secretario del Comité Regional y miembro del Comité Central.
En 1963 y 1964, junto a su hermano Coco Peredo, Rodolfo Saldaña y Jorge Vázquez Viaña («El Loro»), organizaron la sección de apoyo operativo en Bolivia al Ejército Guerrillero del Pueblo en el norte de la Argentina, enviada por Ernesto Guevara y bajo el mando directo del periodista Jorge Ricardo Masetti.
El grupo también apoyó logísticamente al Ejército de Liberación Nacional de Perú.

## Preparativos para la Guerrilla
En marzo de 1966 José María Martínez Tamayo («Ricardo») se comunicó con Peredo para comenzar organizar un foco guerrillero en Bolivia. En mayo de este año realiza un informe para el Congreso Regional del Partido Comunista, donde sostiene la necesidad de la lucha armada. En la misma oportunidad se decidió enviar a Cuba a 20 hombres para que recibieran entrenamiento militar.    
En 1966 integró el segundo grupo de bolivianos enviados a Cuba. El día 12 de noviembre volvió a Cochabamba para instalar el campamento guerrillero en Ñancahuazú. El 31 de diciembre el secretario general del PCB, Mario Monje, visitó el campamento guerrillero proponiéndoles a los miembros comunistas abandonar la lucha. Peredo se opuso, junto a su hermano y los otros cinco guerrilleros comunistas que le acompañaban. El PCB que era la principal vía de apoyo al Ejército de Liberación Nacional, que quedaba de ese modo sin apoyo. 
Guevara, en su Diario de Bolivia, se refiere a Inti Peredo como una persona que comenzaba a ser uno de los principales comisionados políticos del joven ejército. Después del combate de la Quebrada del Yuro, el 8 de octubre de 1967, donde El Che Guevara resulta herido y hecho prisionero, para ser asesinado al día siguiente, integró el grupo de cinco guerrilleros que lograron quebrar el cerco del ejército boliviano y salir con vida de Bolivia: Harry Villegas («Pombo»), Dariel Alarcón («Benigno»), Leonardo Tamayo («Urbano»), Inti Peredo y David Adriazola («Darío»). Pocos días antes también había muerto en combate su hermano, Coco Peredo.
Desempeñó un importante papel en la salida del pequeño grupo de combatientes de la zona insurgente. Antes de partir de forma clandestina hacia Cochabamba y de ahí a La Paz, junto a Urbano (Leonardo Tamayo), había acordado con Pombo (Harry Villegas), reorganizar la red urbana y el Ejército de Liberación Nacional, para abrir un nuevo foco guerrillero. Con la ayuda de su suegro, organizó la salida de los combatientes hasta Sabaya, en el departamento de Oruro, próximo a la frontera chilena, donde los esperaba Salvador Allende.
En 1969 regresó a Bolivia. En julio de este año publicó un mensaje al pueblo boliviano que conmocionó a la opinión pública nacional y frente a la cual el gobierno respondió con una extensa campaña de rastreo. El 4 de septiembre publicó un nuevo comunicado con el mismo impacto que el anterior.
Poco después de traslada a La Paz donde permanece en la clandestinidad. El día 9 de septiembre, 150 soldados de la policía, alertados por una delación, rodearon la casa donde se refugiaba. Durante una hora, Peredo resistió el ataque hasta que una granada lanzada por una ventana le produjo graves heridas en una pierna y un brazo, luego de lo cual fue capturado. Trasladado a la cárcel en una estación de policía cercana fue torturado severamente. Versiones sobre los últimos momentos de su vida indican que el policía Toto Quintanilla lo golpeó con la culata de una escopeta en la cabeza durante dos horas. Finalmente el doctor Hebert Miranda Pereira lo mató mediante una inyección.
A las 22 horas de ese día el gobierno reveló a la prensa el cadáver del guerrillero con evidentes señales de tortura.